# Borrning
För andra betydelser, se Borrning (olika betydelser).

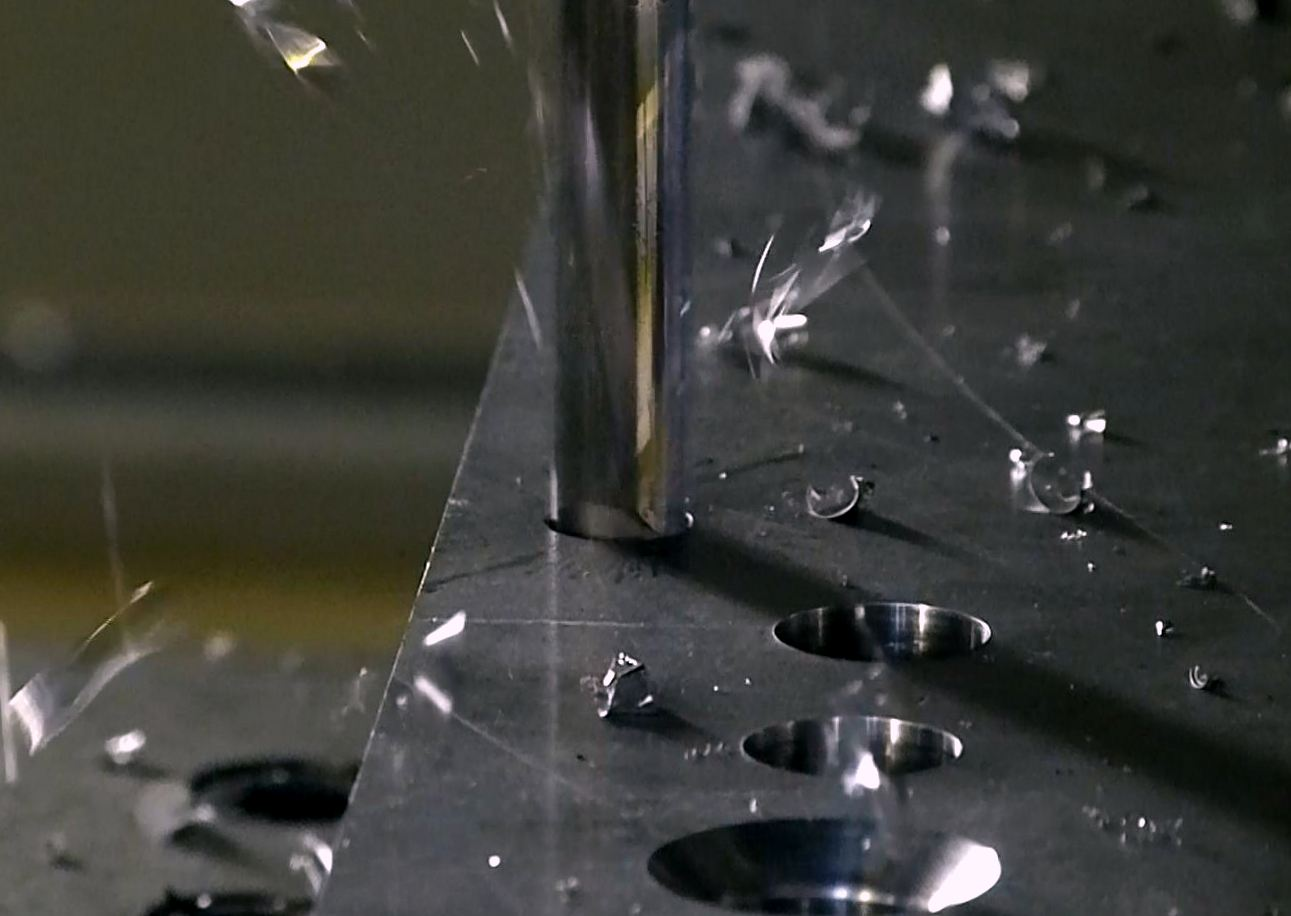
Borrning av titan.

 Borrning  är en skärande bearbetning som använder en borr för att ta upp eller förstora ett hål med cirkulärt tvärsnitt i fasta material. Borret är ett roterande skärverktyg, ofta med flera skärande eggar. Borret som roterar med en hastighet av några hundra till flera tusen varv per minut trycks mot arbetsstycket. Detta tvingar den skärande eggen mot arbetsstycket, som skär av spån ur hålet när det borras upp.
Med olika typer av borrar och borrmaskiner kan man borra hål i de flesta material med en diameter från delar av millimeter till flera meter.